# Décarbonation des transports
La décarbonation des transports est la réduction progressive de la consommation directe ou indirecte d'énergies fossiles émettrices de gaz à effet de serre dans le domaine des transports. Dans le contexte de la lutte mondiale contre le changement climatique, elle consiste notamment à remplacer les véhicules à combustion par ceux électriques.

## Décarbonation
Les transports représentent plus d'un tiers des émissions de dioxyde de carbone (CO2) des secteurs d'utilisation finale.
Les transports représentent le plus grand défi climatique de l'Union européenne : ils sont à la fois le secteur le plus émetteur en CO2 et celui dont la décarbonation tarde le plus à se concrétiser,.

### Exploitation

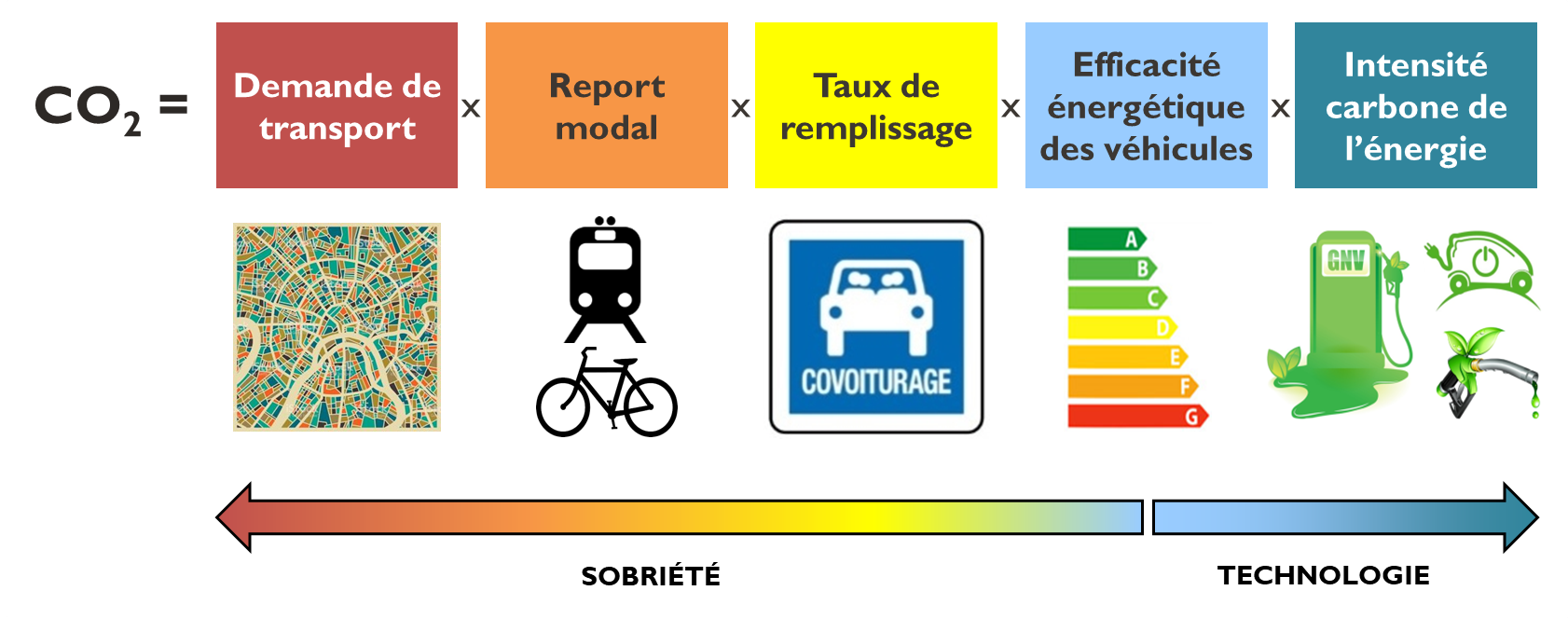
Décomposition selon la méthode LMDI des émissions de dioxyde de carbone des transports en cinq facteurs.
Les quatre premiers facteurs correspondent aux économies d'énergie, tandis que le dernier facteur correspond à l'intensité en carbone de l'énergie. La baisse de la demande de transport relève de la sobriété. L'efficacité énergétique relève du progrès technique.

La décarbonation des transports en phase d'exploitation repose sur cinq leviers,,, que sont la baisse du volume de transport, le report modal, l'augmentation du taux d'occupation ou de remplissage et celle de l'efficacité énergétique des véhicules, ainsi que la baisse de l'intensité en carbone de l'énergie.
Les quatre premiers facteurs que sont, pour rappel, la baisse du volume de transport, le report modal, l'augmentation du taux d'occupation ou de remplissage et celle de l'efficacité énergétique des véhicules se traduisent par des économies d'énergie.
Le report modal se traduit par un haut niveau d'intermodalité en faveur des transports en commun et en défaveur de l'automobile et de l'avion,. Le transport intermodal fait appel au train et à la voie d'eau.

### Infrastructures
La construction d'infrastructures de transport est directement source d'émissions de CO2. Par ailleurs, les infrastructures, en augmentant le trafic, émettent indirectement du CO2.
Ainsi, selon le Centre d'études et d'expertise sur les risques, l'environnement, la mobilité et l'aménagement (Cerema), la construction de voies rapides entre villes entraîne une augmentation des distances et des vitesses, ce qui conduit à une hausse des consommations d'énergie.
En 2021, le pays de Galles renonce à construire de nouvelles routes pour contribuer à la réduction des émissions de gaz à effet de serre.

## Place de la voiture
En France, l'ordre de grandeur de l'empreinte carbone due à la voiture est de deux tonnes équivalent CO2.

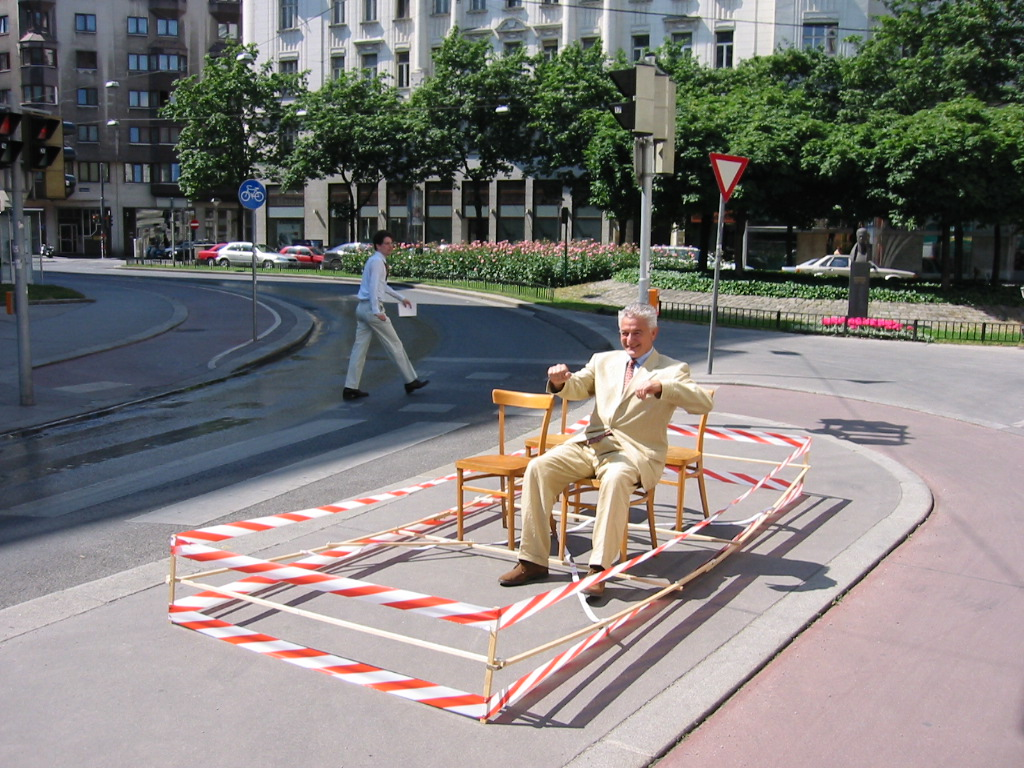
Hermann Knoflacher a critiqué l'adaptation de la ville à l’automobile il y a des décennies. Avec son « marchemobile », il illustre les énormes besoins en espace de la circulation individuelle motorisée.

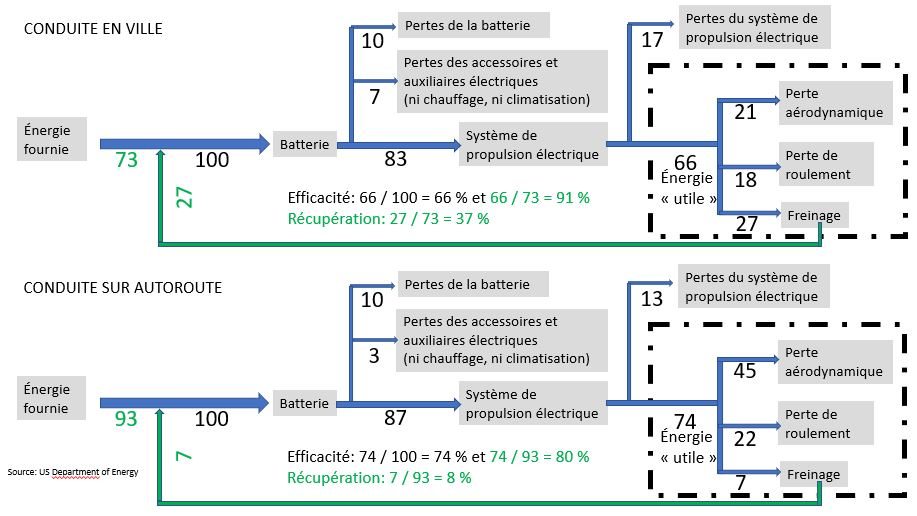
Flux d'énergie dans les voitures électriques en ville et sur autoroute (récupération en vert),.

Les voitures électriques présentent un rendement propre (hors production d'électricité) d'environ 80 %, soit nettement plus que celui de leurs homologues thermiques,. L'électrification directe est jugée préférable aux e-carburants dans le domaine automobile. Selon le scénario maximal envisagé par RTE, la France pourrait compter 15,6 millions de voitures électriques en 2035, qui consommeraient entre 34 et 38 TWh par an.
L'électrification du parc est toutefois source d'autres difficultés. La consommation de minerais pour électrifier l'ensemble du parc automobile français (39 millions de véhicules) correspondrait à plus d’un an de production mondiale de cobalt et près de deux ans de production mondiale de lithium. Selon le chercheur en transports Aurélien Bigo, « l'avenir de la voiture est électrique, mais la voiture n’est pas l’avenir », : il constate que la voiture est devenue le « couteau suisse de la mobilité », au détriment de l'intermodalité. En Allemagne, des experts en transport, des entrepreneurs et des écologistes toujours plus nombreux affirment que la « solution pour rendre le secteur des transports [...] plus écologique doit aller au-delà du remplacement des voitures à essence par des voitures électriques ». Il faut également réduire les kilomètres parcourus en voiture. Au sein du Shift Project, les spécialistes de l’industrie automobile Laurent Perron et Jacques Portalier considèrent que le passage à l'électrique doit s'accompagner d'une transformation de la mobilité au profit de véhicules plus légers, à l'inverse de la tendance observée depuis 30 ans. Le Forum vies mobiles et La Fabrique écologique appellent eux aussi à une réduction du poids des véhicules,, tandis que l'Agence internationale de l'énergie invite, en outre, à abaisser la vitesse sur autoroute.
Dans les villes américaines, la voiture accapare une place importante. La tendance est à la diminution de la place de la voiture, en autres pour lutter contre les îlots de chaleur. Les villes disposent de tout un arsenal allant de l'incitation à la contrainte. La réglementation joue un rôle important, car les « petits gestes », pour utiles qu'ils soient, ne peuvent pas tout, selon Jean-Marc Jancovici.
Dans les zones de moyenne à faible densité de population, le covoiturage est une solution envisagée pour compenser la carence ou l'absence de transports en commun pour les personnes ne possédant pas de véhicule. Outre les enjeux de décarbonation, les enjeux d'accès à l'emploi sont majeurs. Autour des grandes agglomérations, dans des zones de moyenne densité, le covoiturage peut revêtir la forme de lignes de covoiturage (par exemple dans le cadre des services express régionaux métropolitains) et le vélo pourrait fortement contribuer à la décarbonation des transports. La limitation de l'étalement urbain participe de la réduction de la place de la voiture.
Appelant à une inversion des imaginaires, le projet européen Share North promeut la pyramide inversée de la mobilité, dans la région de la mer du Nord. Les mobilités actives, par ailleurs utiles en ce qu'elles permettent de combattre la sédentarité — enjeu de santé publique majeur —, figurent tout en haut de la pyramide.

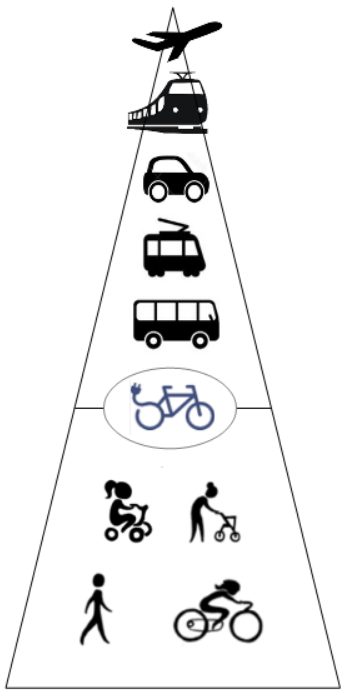
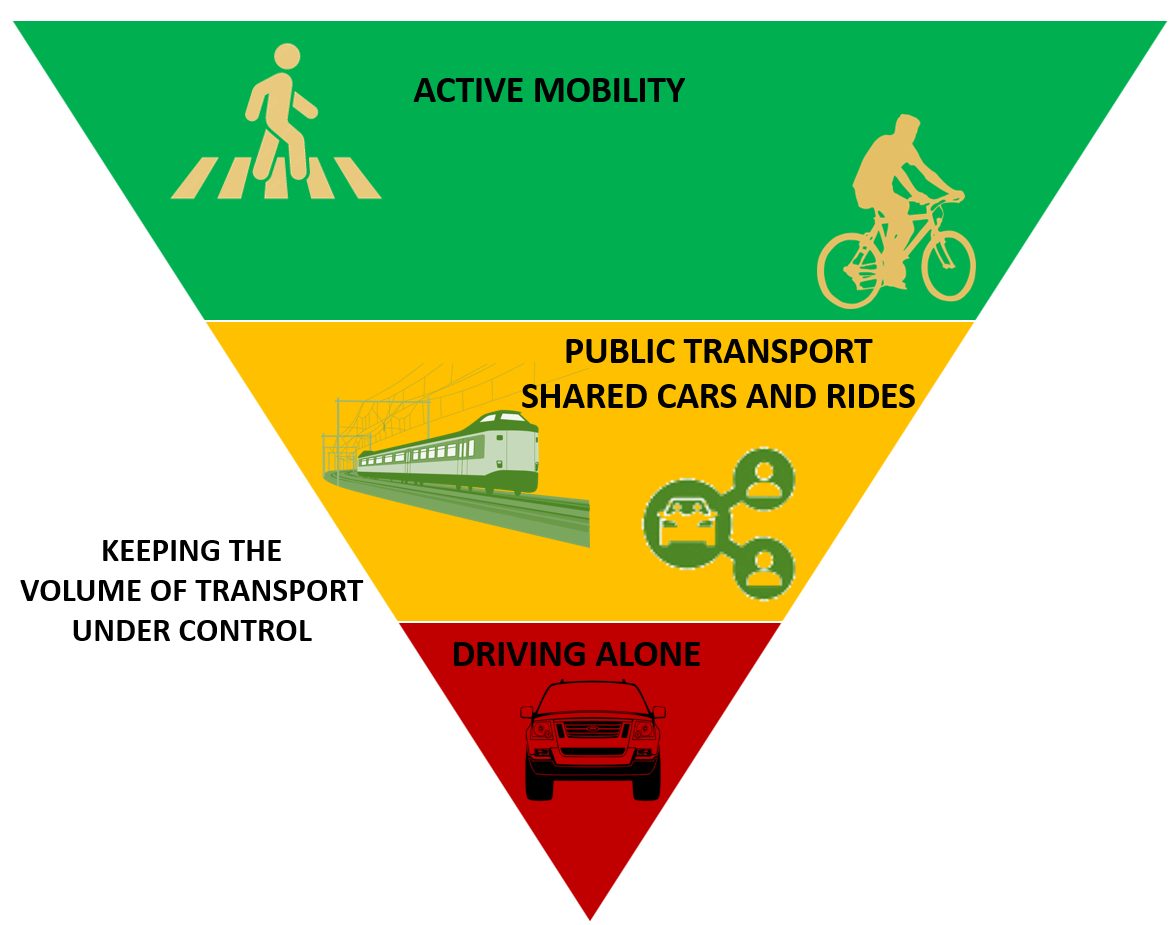
Pyramide inversée de la mobilité, proposée par le projet européen Share North[12],[42],[N 2].

## Transport ferroviaire

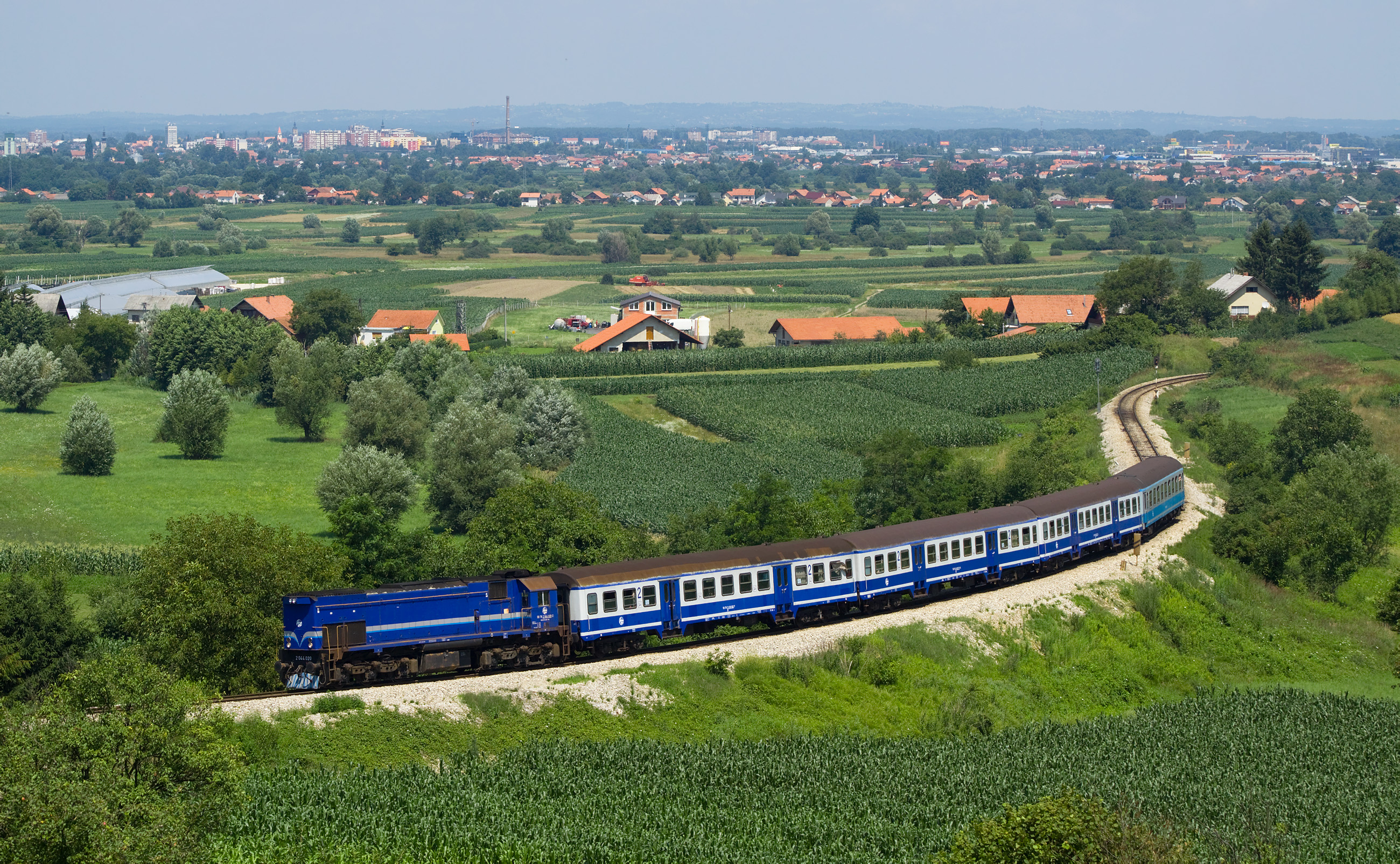
Un train de voyageurs en Croatie circulant sur une ligne non électrifiée.

La très faible résistance au roulement fer-fer, ainsi que la plus faible résistance aérodynamique des convois constitués de wagons qui « s'abritent derrière la motrice, dans son sillage » expliquent la très bonne efficacité du train. La résistance au roulement sur rail est en effet beaucoup plus faible que celle d'un contact pneu-route. L'écart est de l'ordre de un à sept, soit des coefficients de résistance de 0,2 % pour le train et 1,5 % pour une voiture à 110 km/h. Par ailleurs, pour peu que la liaison entre wagons soit soignée, le premier wagon est à l'origine d'une traînée aérodynamique plus élevée que celle des wagons suivants, ce qui a un effet positif sur la traînée moyenne par passager transporté. Dans le monde, la consommation d'énergie finale des trains s'élève à environ 150 kJ/pkm (kilojoule par passager-kilomètre) et 150 kJ/tkm (kilojoule par tonne-kilomètre) — environ 4,2 kWh/100 pkm et 4,2 kWh/100 tkm. Le groupement allemand Alliance pour le rail (Allemagne) (de) annonce une consommation de 6,2 kWh/100 pkm sur la longue distance et 24,9 kWh/100 pkm sur la courte distance, ainsi que  7 kWh/100 tkm pour le fret.
Dans les années 2020, des entreprises proposent à leurs salariés un congé supplémentaire dit « temps de trajet responsable », pour leur permettre de se déplacer en train plutôt qu'en avion.
Selon l'Union internationale des chemins de fer, en 2016, la construction des voies représente une émission additionnelle de l'ordre de six à sept grammes de CO2 par voyageur-kilomètre,. Mais quand des tunnels sont creusés, l'empreinte carbone peut s'avérer très élevée, ce qui amène la Cour des comptes européenne à estimer que le CO2 lié à la construction de la liaison ferroviaire transalpine Lyon - Turin ne sera compensé qu'au moins vingt-cinq ans après sa mise en service,.

## Aviation
Réseau Action Climat constate que les voyageurs qui prennent l'avion sont « riches, diplômés et urbains ». Aussi, l'association préconise-t-elle la mise en place d'une taxe pour les grands voyageurs.

## Marchandises

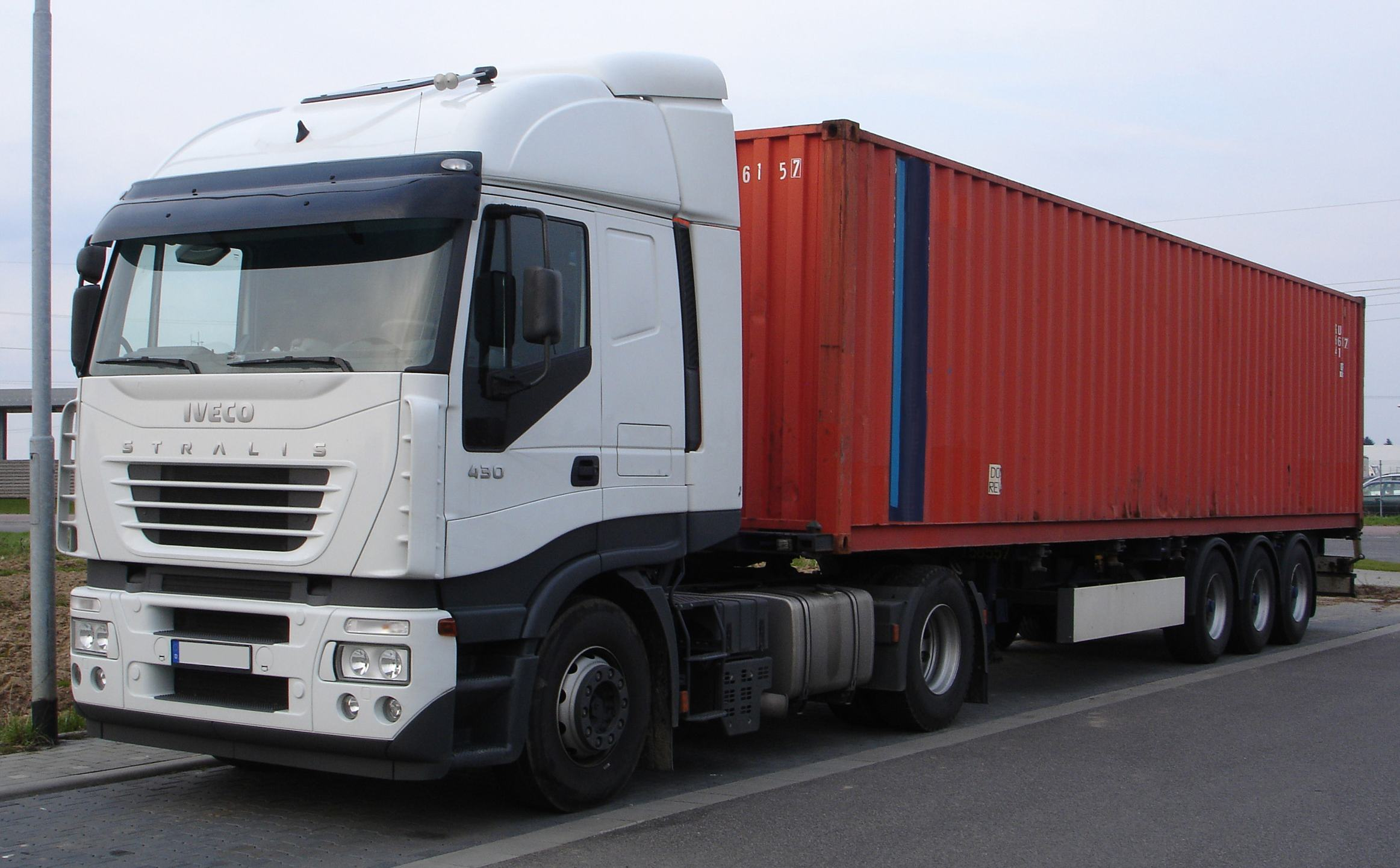
Semi-remorque porte-conteneurs.

### Décarbonation du transport maritime
Le transport maritime, responsable en 2025 de 2 à 3 % des émissions mondiales de gaz à effet de serre (en croissance annuelle moyenne de 2 %), achemine 80 % du commerce mondial. Les hydrocarbures fossiles représentent environ 35 % des marchandises transportées ; cette part est appelée à diminuer avec la transition énergétique. En juin 2025, l’Organisation maritime internationale (OMI) a adopté un cadre « zéro émission nette » incluant une tarification carbone pour le secteur maritime ; le transport maritime entre ainsi dans le marché des quotas carbone (ETS), avec comme objectif pour l'OMI une réduction de 20 à 30 % des émissions entre 2008 et 2030, devant atteindre 70 à 80 % en 2040, puis la neutralité carbone vers 2050. L'Union européenne salue cet accord, même s'il « ne garantit pas encore la pleine contribution du secteur à la réalisation des objectifs de l'Accord de Paris ». De leur côté, les eurodéputés ont voté un règlement FuelEU Maritime.
Au contraire, les États-Unis, qui se sont retirés des discussions, « rejettent toute tentative d'imposer des mesures économiques à leurs navires sur le fondement des émissions de gaz à effet de serre ou du choix des carburants ».

### Décarbonation du transport ferroviaire
Eu égard à sa bonne efficacité énergétique, la hausse de la part modale du train (et de la voie d'eau) est recherchée,.
Les États membres de l’Organisation maritime internationale (OMI) ont ratifié en 2025 un système de tarification du carbone pour réduire les émissions de gaz à effet de serre du secteur maritime.
En France, la mise en place de circuits courts permettrait de réduire de 60 % le transport de produits alimentaires.

## Énergie bas carbone

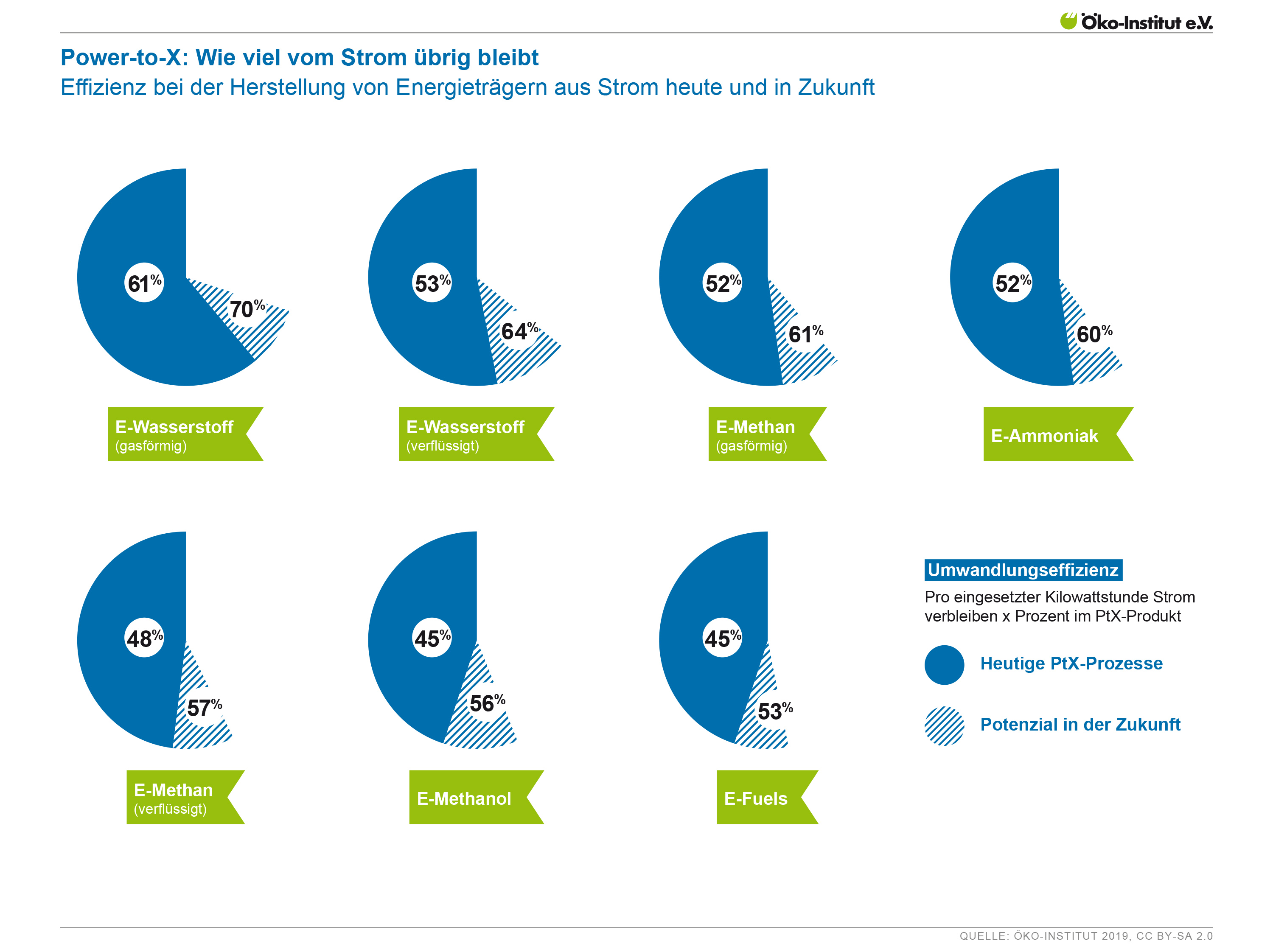
Efficacité actuelle (et future en hachuré) des e-carburants. Pertes dans les véhicules non prises en compte. En allemand, on voit : e-hydrogène gazeux, e-hydrogène liquide, e-méthane gazeux, e-ammoniac, e-méthane liquide, e-méthanol et enfin e-carburant.

La production d'énergie à l'échelle mondiale fait aujourd'hui encore très largement appel aux combustibles fossiles, non durables, en dépit de l'essor des énergies renouvelables et du nucléaire,. Selon une étude parue dans Nature en 2020, même à supposer que l'empreinte carbone de l'électricité ne s'améliore pas, passer aux voitures électriques resterait bénéfique. Pour l'historien des sciences Jean-Baptiste Fressoz, la transition énergétique n'a pas encore commencé, étant donné que les formes d'énergie consommées se cumulent et ne se remplacent pas. Ainsi l’électrique se retrouve le plus souvent plus émissif que le thermique en Inde et en Pologne, et parfois en Chine selon certaines analyses. Il observe que la Chine concentre la moitié du parc automobile et qu'elle produit les deux tiers de son électricité à partir de charbon. Il en conclut que la « voiture électrique a eu pour effet de renforcer la part du charbon face au pétrole dans la mobilité mondiale ». La production des matériaux, nécessaires pour la construction des infrastructures et équipements de transport, repose de plus en plus sur le charbon. Le charbon est une énergie à plus haute intensité en carbone que le pétrole.
L'électrification des usages fossiles permet la diffusion des énergies durables que sont le nucléaire et les énergies renouvelables. Parmi les énergies durables, on compte les combustibles bas carbone, tels les biocarburants. Les e-carburants sont des carburants synthétisés à partir d'électricité. Dans le cas des biocarburants, la concurrence avec la production alimentaire et le changement d'usage des sols sont à prendre en compte.
Le rendement énergétique de la chaîne dihydrogène est relativement modeste au regard de celui des véhicules électriques,. Christian Bauer, chercheur de l'Institut Paul Scherrer, préconise d'utiliser prioritairement les e-carburants dans les secteurs où l'électrification directe n'est pas possible, parmi lesquels l'aviation. La fabrication d'e-carburants (autres que l'hydrogène) couvrant complètement les besoins de l’aviation nécessiterait 1,3 fois la production d'électricité décarbonée de 2018.
À l'échelle européenne, selon le Commissariat à l'énergie atomique et aux énergies alternatives, le dihydrogène serait réservé majoritairement aux domaines de l'aviation et de la sidérurgie et assez peu aux transports routier et maritime. Les zones à l'électricité fortement décarbonée — Europe du Nord et péninsule Ibérique grâce aux énergies renouvelables et la France, grâce au nucléaire — pourraient produire ce dihydrogène, tandis que l'Europe centrale et orientale devrait l'importer. En Allemagne, le plan du gouvernement prévoit que de 50 % à 70 % de l'hydrogène nécessaire en 2030 soit importé.